# IC 5331
IC 5331 ist eine Spiralgalaxie vom Hubble-Typ Sab im Sternbild Pegasus am Nordsternhimmel. Sie ist schätzungsweise 264 Millionen Lichtjahre von der Milchstraße entfernt.
Das Objekt wurde am 24. November 1899 von Stéphane Javelle entdeckt.